# メイス (スペイン)

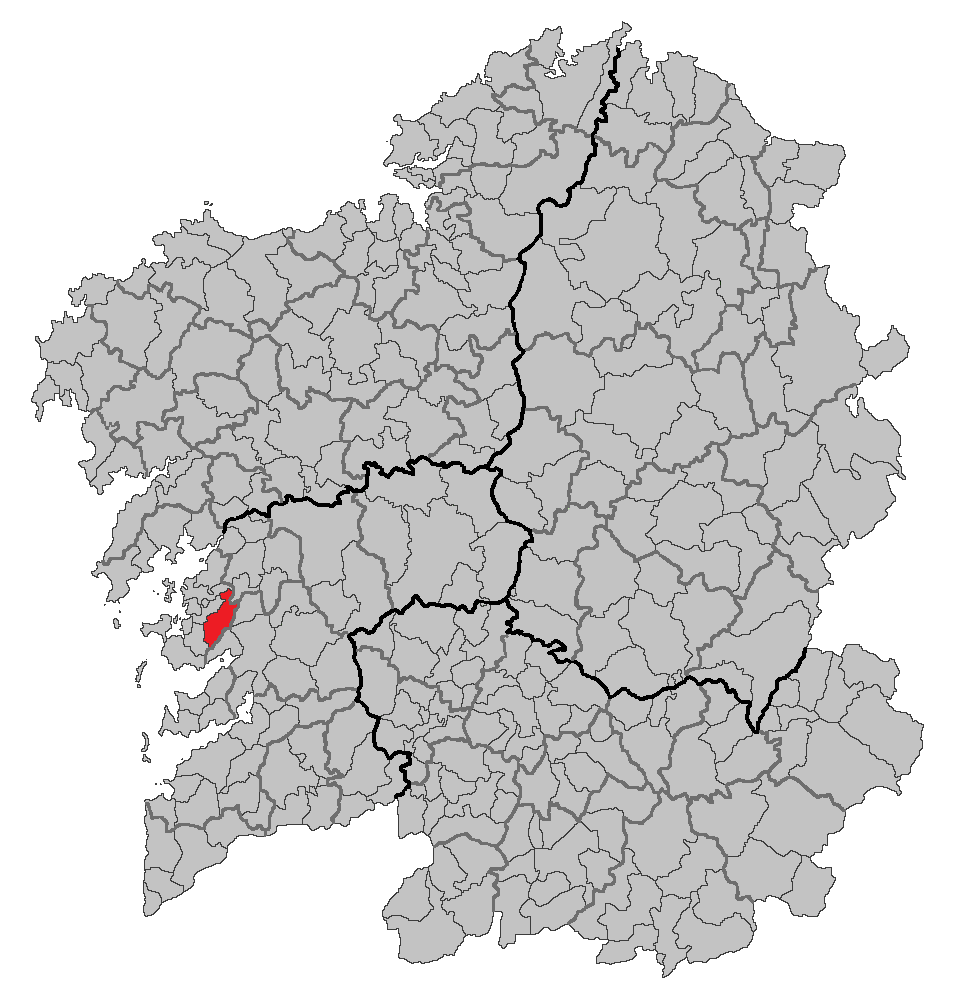
ガリシア州内の位置

メイス（ガリシア語: Meis）は、スペイン、ガリシア州、ポンテベドラ県の自治体、コマルカ・ド・サルネスに属する。ガリシア統計局によれば、2014年の人口は5,033人（2010年：5,003人、2009年：5,002人、2008年：4,977人、2004年：5,004人）。住民呼称はmeisiño/-a、または男女同形のmeisense。
ガリシア語話者の自治体住民に占める割合は69.12％（2011年）。

## 地理
メイスはポンテベドラ県の北西部に位置し、コマルカ・ド・サルネスに属する。北はビラノーバ・デ・アロウサとポルタスと、東はバーロとポンテベドラと、南はポイオとメアーニョと、西はリバドゥミアの各自治体と隣接する。自治体の中心地区はノゲイラ教区のオ・モステイロ地区。
メイスはカンバードス司法管轄区に属す。

### 人口
| メイスの 1900－2010                                     |
|                                                         |
| 出典:INE（スペイン国立統計局）1900年 - 1991年、1996年 - |

## 史蹟・名所
カストローベ山にはカストロ文化の遺跡がのこされており、またオウテイロ・デ・クリーボではペトログリフが発見されている。
アルメンテイラ修道院は12世紀の建造で、付属の教会は16世紀から18世紀の間に再建されたものである。サンタ・マリーア・デ・ノゲイラ礼拝堂は修道院の所有であった。 サン・マルティーニョ・デ・メイスとサン・サルバドールの両教会は12世紀に建築されたもので、また、パラデーラ教会にはロマネスク様式の後陣が今に伝えられている。サント・トメ教会には16世紀のフレスコ画が、ノゲイラ教会には石の祭壇が残されている。
また、パラデーラ教区には、セニョランスの館、ポンペアンの館、キンタンスの館の3つの館があり、アーチと一体になった古い水車がある。

## 政治
自治体首長は、ガリシア国民党（PPdeG）のホセ・ルイス・ペレス・エステベス（José Luis Pérez Estévez）、自治体評議員は、ガリシア国民党:9、ガリシア社会党（PSdeG-PSOE）:3、ガリシア民族主義ブロック（BNG）:1となっている（2011年5月22日の自治体選挙結果、得票順）。
| 1999年6月13日自治体選挙 |        |        |          |
| 政党                    | 得票数 | 得票率 | 獲得議席 |
| PPdeG                   | 1,712  | 53.87% | 8        |
| IAM                     | 540    | 16.99% | 2        |
| BNG                     | 508    | 15.98% | 2        |
| PSdeG-PSOE              | 378    | 11.89% | 1        |

| 2003年5月25日自治体選挙 |        |        |          |
| 政党                    | 得票数 | 得票率 | 獲得議席 |
| PPdeG                   | 2,146  | 63.30% | 9        |
| BNG                     | 731    | 21.56% | 3        |
| PSdeG-PSOE              | 475    | 14.01% | 1        |

| 2007年5月27日自治体選挙 |        |        |          |
| 政党                    | 得票数 | 得票率 | 獲得議席 |
| PPdeG                   | 2,072  | 59.99% | 9        |
| PSdeG-PSOE              | 764    | 22.12% | 3        |
| BNG                     | 441    | 12.77% | 1        |
| IDM07                   | 146    | 4.23%  | 0        |

| 2011年5月22日自治体選挙 |        |        |          |
| 政党                    | 得票数 | 得票率 | 獲得議席 |
| PPdeG                   | 2,043  | 63.11% | 9        |
| PSdeG-PSOE              | 757    | 23.39% | 3        |
| BNG                     | 400    | 12.36% | 1        |

## 観光

### ガストロノミー・フェスティバル
- フェスタ・デ・カージョス（牛の胃の煮込み料理の祭り）- ノゲイラ教区のオ・モステイロ地区で7月に行われる。
- フェスタ・デ・カルネ・デ・ポルドロ（馬肉祭り）- 2006年から馬の市に合わせて開催されるようになった。8月15日にオ・モステイロ地区で行われる。

## 交通
メイスにはバーロとサンシェンショを結ぶ自動車道サルネス線AG-41、あるいはメイスとカンバードスを結ぶ地域道路PO-300で行くことができる。

## 教区
メイスは7の教区に分けられている。太字は自治体中心地区のある教区。
- ア・アルメンテイラ（サンタ・マリーア）
- メイス（サン・サルバドール）
- ノゲイラ（サン・ビセンテ）
- パラデーラ（サンタ・・マリーア）
- サン・ロウレンソ・デ・ノゲイラ（サン・ロウレンソ）
- サン・マルティーニョ・デ・メイス（サン・マルティーニョ）
- サン・トメ・デ・ノゲイラ（サン・トメ）

## ギャラリー

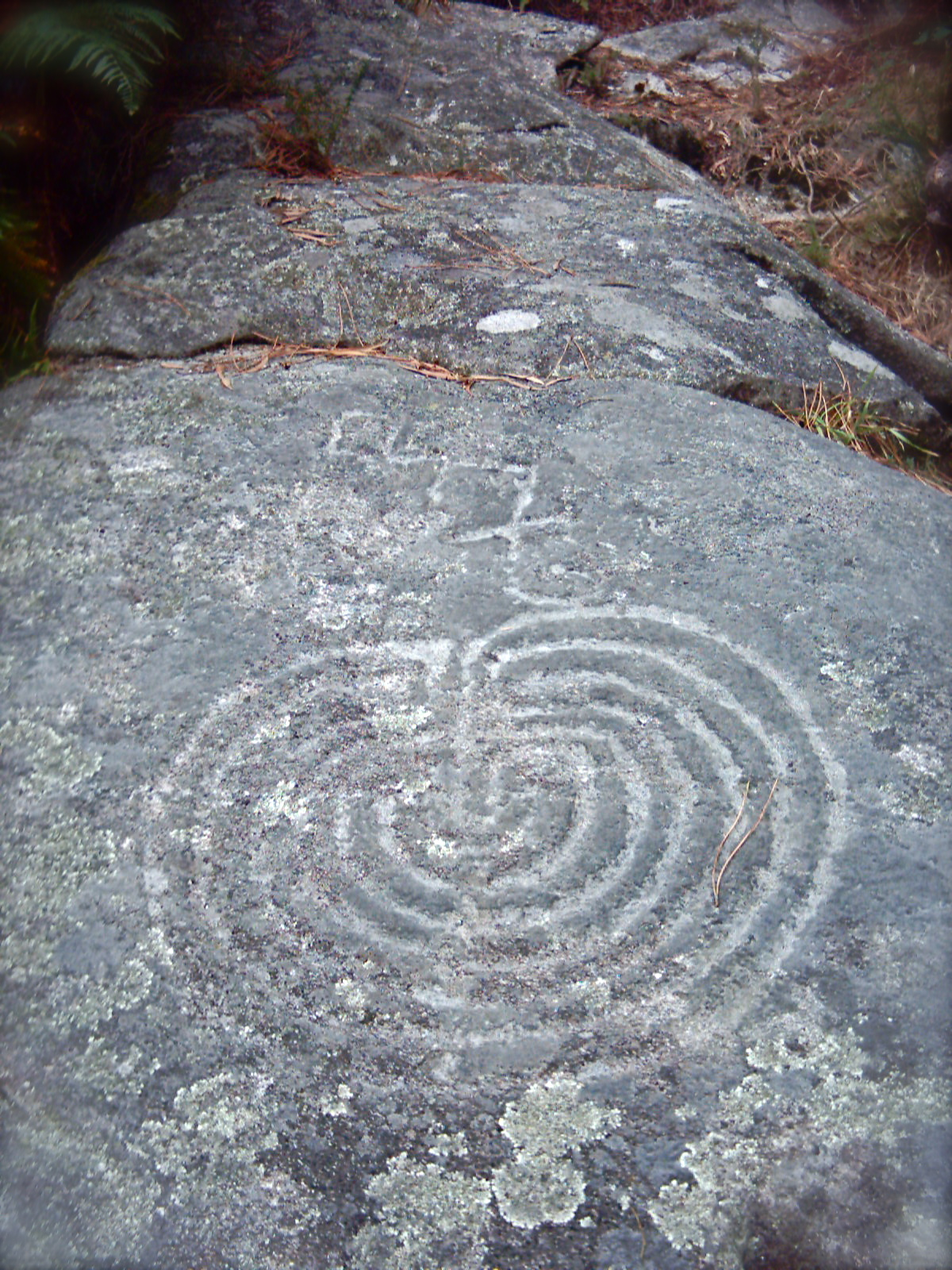
オウテイロ・ド・クリーボのペトログリフ
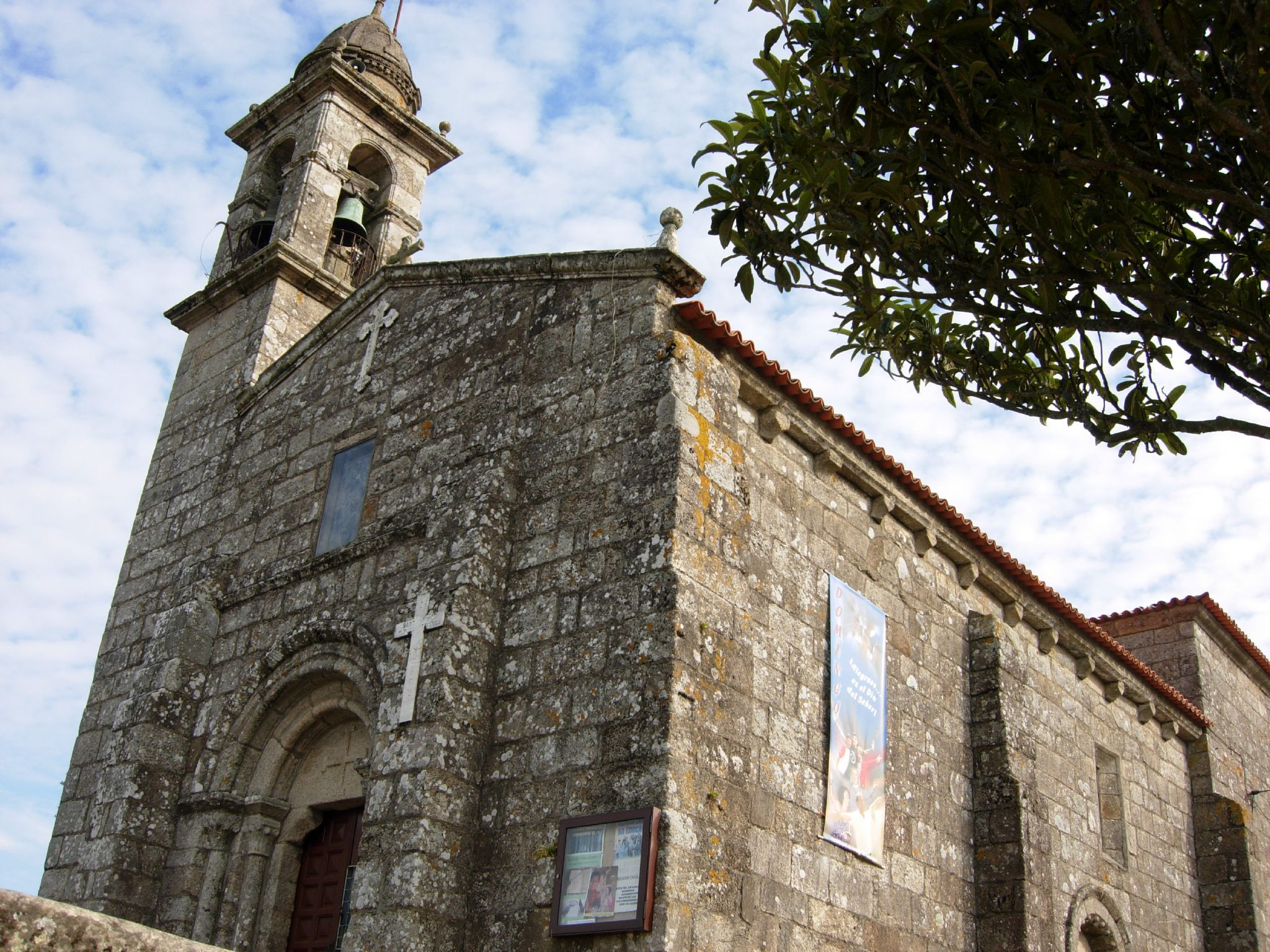
サン・サルバドール・デ・メイス教会